# Comai

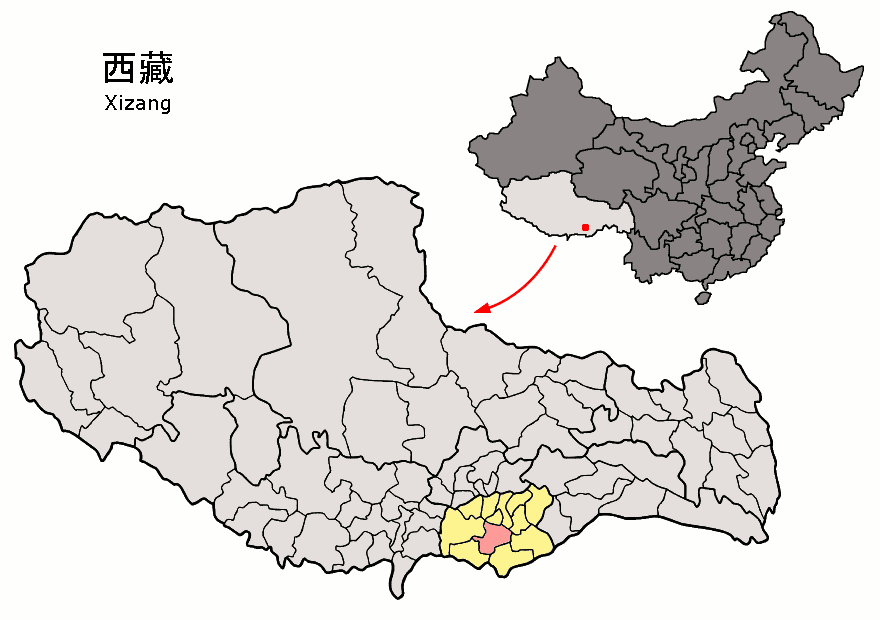
Lage des Kreises Comai (rosa) im Regierungsbezirk Shannan (gelb)

Comai (tibetisch: མཚོ་སམད་རྫོང, Umschrift nach Wylie: mtsho smad rdzong, auch Tshome Dzong, chinesisch 措美县, Pinyin Cuòměi Xiàn) ist ein Kreis im Zentrum des Regierungsbezirks Shannan des Autonomen Gebiets Tibet der Volksrepublik China. Die Fläche beträgt 4.193 Quadratkilometer und die Einwohnerzahl 12.132 (Stand: Zensus 2020). 1999 zählte Comai 13.477 Einwohner.

## Administrative Gliederung
Auf Gemeindeebene setzt sich der Kreis aus zwei Großgemeinden und zwei Gemeinden zusammen. Diese sind (Pinyin/chin.):
- Großgemeinde Cuomei 措美镇
- Großgemeinde Zhegu 哲古镇

- Gemeinde Naixi 乃西乡
- Gemeinde Gudui 古堆乡